# 圖瓦盧地理
圖瓦盧是西太平洋的一個島國，位於澳大利亞東北4,000（2,500英里），大致在澳大利亞和夏威夷群島之間。圖瓦盧西側是所羅門群島，東南側是瑙魯，西側是托克勞，西北側是薩摩亞及瓦利斯和富圖納群島，北側是斐濟。圖瓦盧國土面積非常小，僅有26 km2（10 sq mi），但其的專屬經濟區面積有749,790 km2（289,500 sq mi），排名世界第38位。圖瓦盧包括三個堡礁，六個環礁。
圖瓦盧氣候可分為兩個季節。雨季是11月至4月，旱季是5月至10月。